# Naraoiidae
Naroiidés
Famille
Les Naraoiidae (naraoiidés en français) sont une famille fossile d'arthropodes ressemblant aux trilobites mais dépourvus d'une carapace minérale comme ces derniers. Ils sont connus grâce à quelques fossiles retrouvés dans des sédiments du Cambrien en Colombie-Britannique (Canada) dans les schistes de Burgess et en Chine dans les schistes de Maotianshan.

## Classification
Le famille des Naraoiidae est décrite en 1912 par le paléontologue américain Charles Doolittle Walcott (1850-1927). 

### Collections
Selon Paleobiology Database en 2024, le nombre de collections référencées est de 91.

## Description
À l'heure actuelle, les scientifiques n'ont pas encore déterminé hors de tout doute l'emplacement taxonomique de cette famille. Les naraoiidés ressemblent à plusieurs égards aux trilobites, mais présentent également des caractéristiques propres qui les distinguent de ces derniers, en particulier un exosquelette non-minéralisé et seulement quelques, voire aucun segments thoraciques. Certains scientifiques n'hésitent pas à les classer comme étant de vrais trilobites de l'ordre des Nectaspida ; d'autres les considèrent comme des trilobites au statut incertain (incertae sedis) tandis que d'autres enfin les considèrent comme un groupe distinct de non-trilobites.
On en connaît quelques genres, le plus connu étant Naraoia. Le genre Tegopelte date de la même époque et vécut aux mêmes endroits et est parfois considéré comme étant membre d'une famille à part, celle des Tegopeltidae.